# ノーマン・コンクエスト
ノーマン・コンクエスト(英語: Norman Conquest、1916年 ‐ 1968年)は、オーストラリア出身のサッカー選手。ポジションはゴールキーパー。ニューサウスウェールズ州内にあるいくつかのチームでプレーしたことが知られている。また、ニューサウスウェールズ州の代表や、オーストラリアの代表にも選ばれていた。
1951年にはサッカーオーストラリア代表としてシドニー市内のシドニー・ショーグラウンドで開催されたイングランドサッカー協会のチームとの対戦でゴールキーパーを務めた。この試合はオーストラリアが0-17の大差で敗北している。彼の死後である2002年にはオーストラリアサッカー連盟の殿堂入りを果たした。